# Destral danesa

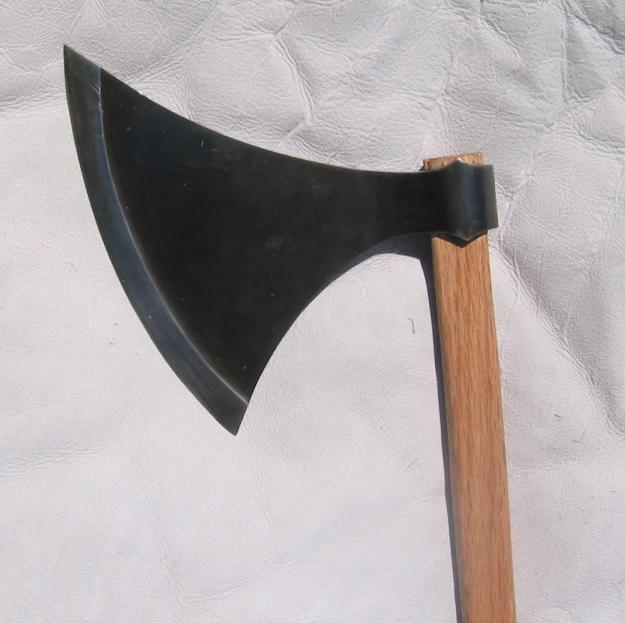
Rèplica del cap d'una destral danesa, tipus Petersen L o M, basada en una original conservada a la Torre de Londres

La destral danesa és un tipus primerenc de destral de guerra, que s'utilitzà principalment durant la transició entre l'era dels víkings europea i la primera edat mitjana. Altres noms de l'arma són destral llarga anglesa o destral de pom.

## Construcció

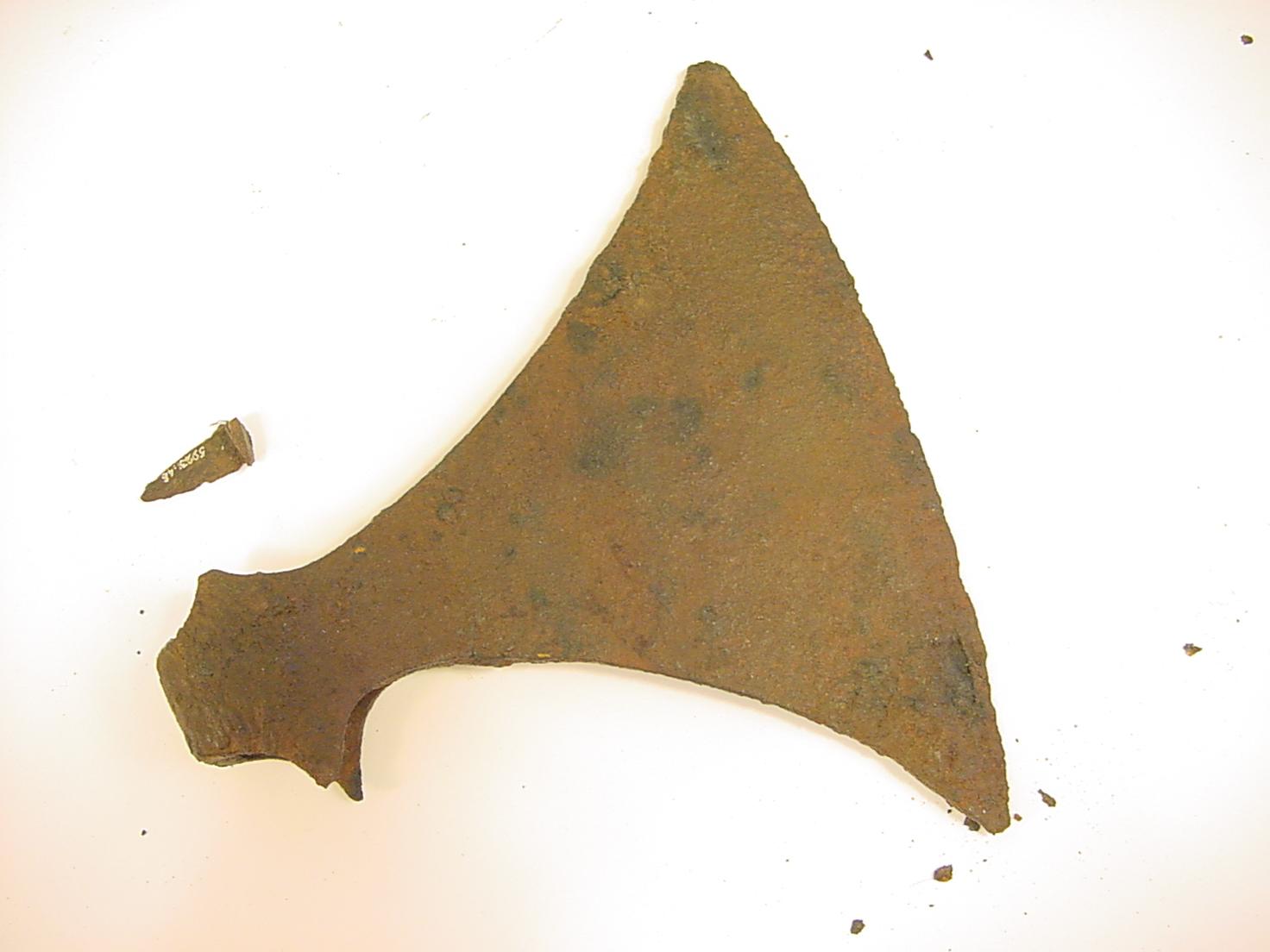
Destral danesa, Uppsala, Suècia

La majoria de destrals, tant en il·lustracions d'època com en artefactes existents, que es troben sota la descripció de destral danesa posseeixen capçals tipus L o tipus M segons la tipologia de destral Petersen. Tots dos tipus consisteixen en una fulla ampla i prima, amb pronunciades "banyes" tant al dit del peu com al taló de la broca. Les superfícies de tall varien, però generalment oscil·len entre els 20 i els 30 cm. Les fulles de tipus L solen ser més petites, amb la punta de la punta arrossegada cap endavant per obtenir una capacitat de tall superior. Les fulles posteriors del tipus M solen ser generalment més grans, amb un dit i un taló més simètrics.
La fulla era prou lleugera i forjada molt fina, cosa que la feia excel·lent per tallar. El gruix del cos a la part superior de la vora és fins a 2 mm. Molts d'aquests eixos es van construir amb una punta reforçada, típicament d'un acer al carboni superior per facilitar una vora més dura i nítida. El pes mitjà d'una destral d'aquesta mida oscil·la entre 1 i 2 kg. Proporcionalment, la destral llarga té més en comú amb un tallador de carn modern que una destral de fusta. Aquesta complexa construcció (és a dir, forjat prim i que incorpora un tipus d'acer més dur a prop de la vora) resulta en una arma viva i ràpida amb una capacitat de tall devastadora.
Basant-se en representacions d'època, la llargària d'una destral llarga per al combat normalment era d'aproximadament d'entre 0,9 i 1,2 m de longitud, tot i que les destrals daneses que s'utilitzaven com a símbols d'estat podien arribar fins a 1,5 a 1,7 m. Aquests eixos també poden presentar plata incrustada i sovint no tenen la vora d'acer escampada d'una arma dissenyada per a la guerra. Alguns exemples que sobreviuen també inclouen un casquet de llautó, sovint ricament decorat, que presumptament va servir per mantenir el cap de l'arma assegurat al mànec, a més de protegir l'extrem del mànec dels rigors de la batalla. El freixe i el roure són els materials més probables per al mànec, ja que sempre han estat els materials primaris que s'utilitzen per a les armes astades a Europa.

## Història

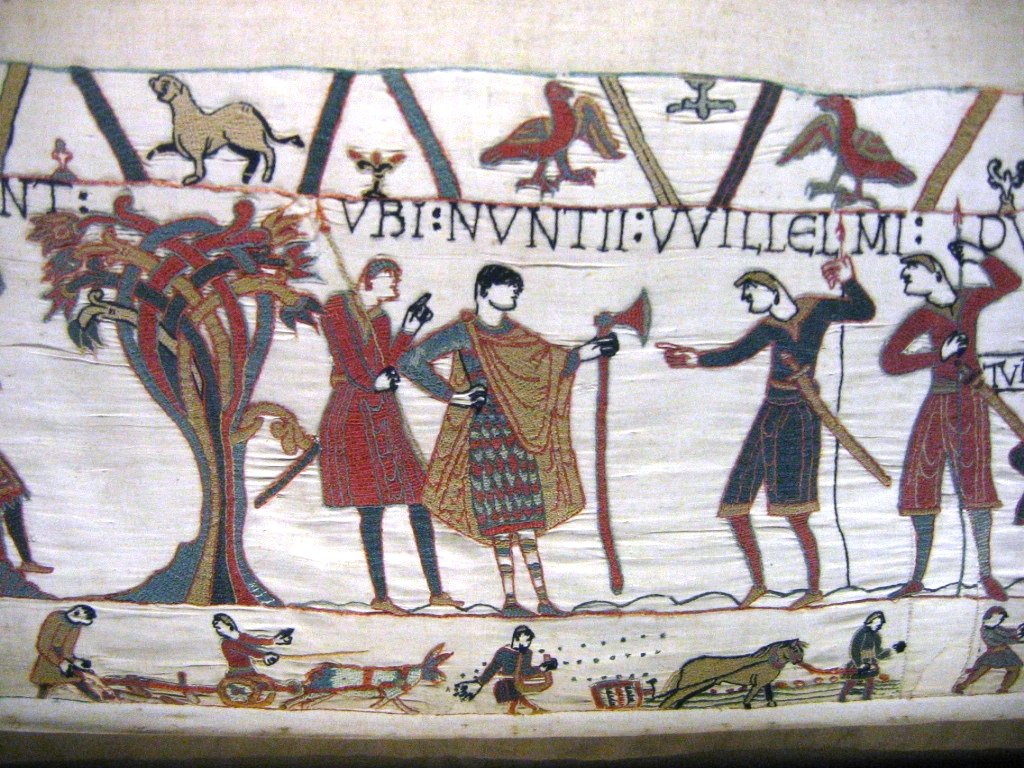
Una destral danesa al tapís de Bayeux

Al llarg dels segles IX-XI, la destral danesa va començar a guanyar més popularitat fora d'Escandinàvia, ja fos a través del comerç o influència vikinga o de desenvolupaments independents; com Anglaterra, Irlanda i Normandia. Els relats històrics poden representar la destral danesa com l'arma d'algunes de les elits guerreres en aquest període, com els huscarls de l'Anglaterra anglosaxona. Al tapís de Bayeux, un registre visual de l'ascens de Guillem el Conqueridor al tron d'Anglaterra, la destral està manejada gairebé exclusivament per huscarls ben blindats. Aquests huscarls van formar el principal guardaespatlles del rei Harold a la batalla de Hastings. Una destral danesa, potser la del rei Eduard, s'ofereix a Harold abans de ser coronat. El Tapís de Bayeux també representa un huscarl que trenca el cap d'un cavall normand amb un sol cop. La destral danesa també és coneguda per haver estat utilitzada per la guàrdia varega, també coneguda com pelekyphoros phroura (πελεκυφόρος φρουρά), la "guàrdia portadora de destrals". Una placa d'ivori que va sobreviure del segle x a Constantinoble representa un vareg que sosté una destral almenys tan alta com el seu portador.
Tot i que el nom sembla indicar l'herència escandinava, es creu que la destral danesa es deu a la seva popularitat a Escandinàvia en lloc del seu origen. Es va utilitzar àmpliament a tot Europa a partir del segle x, amb destrals que van guanyar acceptació com a arma cavalleresca poc després; tot i no assolir la condició de l'espasa. També van començar a utilitzar-se àmpliament com a arma d'infanteria, amb el mànec que s'allargava fins a 1,8m. Els segles XIII i XIV també van veure canvis de forma, amb la fulla també allargant-se, la banya posterior s'estén fins tocar-se o fixar-se al mànec. L'arma allargada, especialment si es combina amb la fulla allargada, es deia sparth a Anglaterra. Alguns creuen que aquesta arma és l'avantpassat de l'alabarda.
Mentre que l'ús de la destral danesa va continuar fins al segle xiv, es van fer més freqüents les destrals amb una punxa armada que perforava l'esquena i una punta semblant a una llança, que van acabar evolucionant cap a la pollaxa al segle xv. La destral simple danesa es va continuar utilitzant a l'oest d'Escòcia i a Irlanda fins al segle xvi. A Irlanda, es va associar particularment amb mercenaris de gallowglass.
Després de la batalla de Stiklestad, la destral també es va convertir en el símbol de Sant Olaf i encara es pot veure a l'escut de Noruega. Tanmateix, això és degut al fet que la destral és la implementació del seu martiri, en lloc de significar un ús.
El rei Esteve d'Anglaterra va utilitzar famosament una destral danesa a la batalla de Lincoln el 1141. Mentre un relat diu que després de trencar l'espasa, un altre diu que va utilitzar l'espasa només després de trencar-se la destral.
Ricard Cor de Lleó es va registrar sovint en època victoriana amb una gran destral de guerra, tot i que de vegades les referències són exageradament salvatges com corresponia a un heroi nacional:
| «                                               | Molt i molt després d'estar tranquil a la seva tomba, la seva terrible destral de guerra, amb vint lliures angleses d'acer anglès al poderós cap [...] | » |
| — Charles Dickens, A Child's History of England | |   |

Tanmateix, es registra que Richard utilitzava una destral danesa al rescat de Jaffa. Geoffrey de Lusignan és un altre famós croat associat a la destral.
Robert Bruce, rei d'Escòcia, va matar Henry de Bohun a la batalla de Bannockburn amb un sol cop de destral. El cop va ser tan poderós que va obrir el casc i el crani de Bohun i va trencar l'eix de la destral. Les representacions de la destral mostren una destral de guerra estàndard, però no una destral danesa.
Al segle xiv, l'ús de destrals és cada vegada més assenyalat per Froissart a la seva Crònica, amb el rei Joan II de França que n'utilitzava una a la  batalla de Poitiers el 1356 i Sir James Douglas a la batalla d'Otterburn el 1388. Aparentment sembla que els bretons eren usuaris de destrals, amb Bertrand du Guesclin i Olivier de Clisson manejant destrals en batalla. En aquests casos, no se sap si l'arma era una destral danesa o la proto-pollaxe.